# Ectophasia fuscana
Ectophasia fuscana là một loài ruồi trong họ Tachinidae.